# Deer Park (Waszyngton)
Deer Park – miasto w Stanach Zjednoczonych, w stanie Waszyngton, w hrabstwie Spokane.